# Hiszton

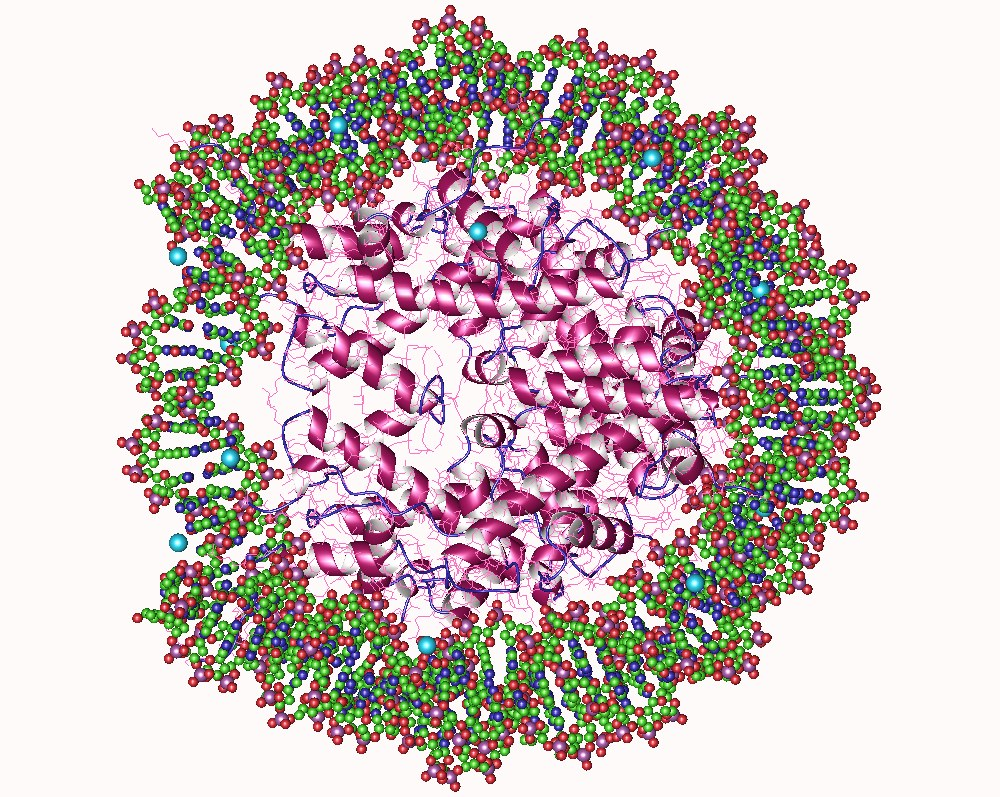
Hiszton heterooktamer + DNS fragment, Human

A biológiában a hisztonok  a kromatin legfőbb fehérjéi. A DNS-t veszik körül speciális szerkezetben, és a szabályozásban van kulcsszerepük. 
Hisztont az eukarióta sejt magjában találhatunk. Baktériumban nem fordulnak elő, de egyes archaebaktériumokban jelen vannak. Valószínűleg ezeket tekinthetjük az eukarióta hisztonok prekurzorainak.

## Osztályozás
Az archaeális hisztonokon kívül ötféle hisztoncsalád ismert:
- H1 (ritkán kapcsoló hisztonnak vagy H5-nek is nevezik.)
- H2A
- H2B
- H3
- H4

Két-két H2A, H2B, H3 és H4 hiszton alkot egy oktamert, amelyre kb. 146 bázispárnyi DNS-szál tekeredik fel hélix alakban, ezzel 1,65-szor körbeérve a hiszton-oktamert. Az összekötő H1 hiszton pedig a nukleoszómák között teremt kapcsolatot. A legfontosabb magasabb rendű szerveződés a 10 nm átmérőjű beads-on-a-string, azaz gyöngyfüzér struktúra. A 100 nm átmérőjű kromatin fonál, majd a kromoszóma jelentik a legfőbb, szabályozásra is lehetőséget nyújtó formát.

## Funkciók
Egy emberi sejtmag DNS-e kb. 1,8 méter hosszú, ezért tömörebb elrendeződés szükséges ahhoz, hogy a sejtben elférjen. Ez a hisztonok nélkül elképzelhetetlen lenne. Másrészt pedig az epigenetika (olyan fenotípus-változás, amely a DNS módosulása nélkül megy végbe) is a hisztonokon alapul. 

## Szerkezet
A hisztonok gazdagok lizinben és argininben, vízoldhatóak. Az N-terminális és globuláris doménjükhöz kötődő enzimek miatt a poszttranszlációs modifikációkban (az mRNS-ről átírt fehérje módosításaiban) van fontos szerepük. A metiláció, acetiláció, foszforiláció, ubikvitináció és az ADP-riboziláció változtatják a gének szabályozásában betöltött funkciójukat. 
Összességében nézve, az aktív gének kevésbé kötődnek a hisztonokhoz, míg az inaktívak szorosan kötődnek hozzájuk az interfázisban. Megjegyzendő továbbá, hogy a hiszton szerkezete az evolúció során igen konzerváltnak mutatkozott, a legapróbb változás is valószínűleg funkcióképtelenné teszi. 

## Történet
A hisztonokat 1884-ben fedezte fel Albrecht Kossel. A szó a 19. század végéről a német Histon-ból származik, melynek talán  a görög histanai vagy histos lehet az őse.
Az 1990-es évek elejéig a hisztonoknak csak burkoló szerepet tulajdonítottak, jelentőségük azután értékelődött át, miután felfedezték szabályozó szerepüket is.